# Tadeusz Ważewski
Tadeusz Ważewski (Galícia, 24 de setembro de 1896 — 5 de setembro de 1972) foi um matemático polonês.
Seu campo principal de interesse foram equações diferenciais ordinárias, equações diferenciais parciais, teoria dos conjuntos e topologia. Foi membro da Escola de Matemática da Cracóvia.
Ważewski estudou inicialmente física na Universidade Jaguelônica em Cracóvia, antes de mudar para a matemática, graças ao professor Stanisław Zaremba.
Doutorado em Paris, com habilitação em Cracóvia, em 1927. Durante a Segunda Guerra Mundial foi preso pelas tropas alemãs e deportado para o campo de concentração de Sachsenhausen, onde permaneceu preso por dois anos.